# جيمس إل. فارمر سينيور
جيمس إل. فارمر سينيور (بالإنجليزية: James L. Farmer, Sr.)‏ هو كاتب أمريكي، ولد في 12 يونيو 1896، وتوفي في 14 مايو 1961.